# TextMate
TextMate ist ein universeller Texteditor für Mac OS X. Er besitzt Tabs, Makros, Code-Faltung, Templates, Shell-Integration und ein Bundle-System, mit welchem sprachabhängige Erweiterungen möglich sind.

## Bemerkenswerte Funktionen
Wie andere Texteditoren erlaubt TextMate dem Benutzer, Shellskripts auszuführen. Da TextMate die Shebang-Zeile beachtet, können diese Skripte in einer beliebigen Skriptsprache wie bash, Ruby oder AppleScript geschrieben sein. Der Text des Dokumentes kann dabei auf die Standardeingabe ausgegeben werden. Die Skripte können Eigenschaften des Dokumentes über spezielle Umgebungsvariablen einlesen. Als Ausgabe steht eine HTML-basierte Vorschau in einem separaten Fenster zur Verfügung. Alternativ kann die Ausgabe eingefügt oder der selektierte Text überschrieben werden.

Beispiel eines einfachen Snippets. Schlüsselwort ist wiki

Zwei weitere Besonderheiten TextMates sind die sogenannten Bundles und Snippets. Snippets sind selbstdefinierte Textschnipsel, welche in der gerade bearbeiteten Textdatei an der Cursorposition eingefügt werden können. Dazu wird nach Eingabe eines Schlüsselwortes die Tabulatortaste gedrückt. Diese Schnipsel können Tabstopps – Stellen, zu denen der Cursor beim Betätigen der Tabulatortaste springt – beinhalten. Wenn ein Tabstopp mit derselben Nummer mehrfach im Snippet verwendet wird, ändert sich der Inhalt des Tabstopps an allen verwendeten Stellen. Dadurch verkürzt sich die Eingabe gleicher Textabschnitte stark. Die Definition des links nebenstehenden Snippets ist
```
Hallo
 
$1

$1
 
ist
 
$2

```

Des Weiteren können die Snippets den Inhalt von TextMates Umgebungsvariablen wie die Zeilennummer, den Namen des Autors oder die Ausgabe von Shellskripten enthalten. Bundles (englisch für Bündel, bündeln) enthalten angepasste Snippets, Syntaxhervorhebungen und Templates für die Bearbeitung bestimmter Textdateien wie Sourcecode, LaTeX-Dateien und ähnlichem. Diese Bundles werden zum Teil von Benutzern TextMates entwickelt und gepflegt.

## Außenwahrnehmung
Oben genannte und weitere innovative Eigenschaften machten TextMate zu einem sehr beliebten Editor. Auf der Worldwide Developers Conference 2006 gewann TextMate den Design Award für das beste Entwicklungstool. Da der Entwickler eine Portierung auf die Windows-Plattform ablehnt, wurden bald nach Veröffentlichung Klone wie e und Sublime Text programmiert.

## Version 2 unter freier Lizenz
Zwar kündigte der Entwickler Allan Odgaard bereits im Jahr 2006 eine neue Version von TextMate an, aber erst im Dezember 2011 erschien ein erstes öffentliches Alpha-Release der Version 2.0. Am 9. August 2012 gab Oodgaard über sein Firmenblog bekannt, dass die Version 2.0 unter der Opensource-Lizenz GPL3 gestellt wird. Den Quellcode der Alphaversion hat er auf GitHub eingestellt, was auch in der IT-Fachpresse Beachtung fand.